# Wings of Fury
Wings of Fury (рус. Крылья ярости) — компьютерная игра в жанрах action и аркада. Впервые выпущена для Apple II в 1987 году; адаптирована под DOS в 1989 году; в 1990 году вышли версии для Amiga, Amstrad CPC и Commodore 64; в 1999 году вышла версия для Game Boy Color (в ней сильно упрощена посадка и взлёт самолёта с авианосца).
Действие игры происходит в 1944 году во Вторую Мировую войну, игрок — пилот самолёта F6F Hellcat, взлетает с авианосца USS Wasp (CV-18) с целью нанесения авиаударов кораблям и наземным целям на захваченных Японией островах в Тихом океане.
Различные версии игры отличаются друг от друга графическим оформлением и некоторыми звуковыми эффектами. Некоторые отличия игры в разных версиях и для разных рынков сбыта:
- в версии игры для DOS отсутствует музыка и фон неба чёрный (действия проходят ночью),
- в версии для Amiga присутствует музыкальное сопровождение при загрузке игры, титры, фон неба светло-синий (действия проходят днём),
- игра, вышедшая на японский рынок, была переработана, игрок управляет японским самолётом Zero Fighter и воюет с американцами,
- версия игры для Commodore 64/128 не поддерживает запись текущего состояния.

Журнал Computer Gaming World отмечал игру как «одну из лучших в плане графики, которая продемонстрировала Apple в последнее время». Игра получила 4 из 5 звёзд в журнале Dragon.